# Мориер, Роберт Бёрнет Давид
Роберт Бёрнет Давид Мориер (1827—1893) — английский дипломат.
Был посланником в Лиссабоне, Мадриде (где усердно поддерживал либералов). послом в России (с 1884 г. по 1893 г.). Был личным другом кронпринца (затем императора) Фридриха III.
В 1888 г. он имел конфликт с немецким статс-секретарем Гербертом Бисмарком, который заявил мимоходом при посещении Англии, что, по словам маршала Базена, первое известие о появлении немцев за Мозелем было получено им через Мориера, в то время британского уполномоченного в Дармштадте. Мориер протестовал против этого обвинения, что повело к оживленной полемике между ним и графом Бисмарком. Вероятно, дело обстояло так, что французское правительство в 1870 г. получало путем подкупа копии с донесений Мориера в Лондон и других тайных бумаг британского министерства иностранных дел.